# Pogrzebień
Pogrzebień est une localité polonaise de la gmina de Kornowac, située dans le powiat de Racibórz en voïvodie de Silésie.

## Démographie
En 2021, la population était de 1 345 habitants.